# Álvaro Márcio dos Santos
Álvaro Márcio dos Santos (São Paulo, Brasil, 30 de enero de 1980), futbolista brasilero. Juega de delantero y su actual equipo es el Örgryte IS de la liga de Suecia. 

## Clubes
| Club            | País      | Año       |
| --------------- | --------- | --------- |
| América Mineiro | Brasil    | 1999      |
| Helsingborgs IF | Suecia    | 2000-2003 |
| FC Copenhague   | Dinamarca | 2003-2006 |
| FC Sochaux      | Francia   | 2006-2007 |
| RC Strasburgo   | Francia   | 2007-2008 |
| FC Sochaux      | Francia   | 2008-2009 |
| Örgryte IS      | Suecia    | 2009-     |

## Palmarés

### Campeonatos nacionales
| Título            | Club          | País      | Año  |
| ----------------- | ------------- | --------- | ---- |
| Copa de Dinamarca | FC Copenhague | Dinamarca | 2004 |
| SAS Ligaen        | FC Copenhague | Dinamarca | 2004 |
| SAS Ligaen        | FC Copenhague | Dinamarca | 2006 |
| Copa de Francia   | FC Sochaux    | Francia   | 2007 |

- Datos: Q251270
- Multimedia: Álvaro Márcio Santos / Q251270